# سحابی پرده
سحابی پرده (انگلیسی: Veil Nebula) سحابی رشته‌ای زیبایی که بخشی از حلقه دجاجه است.
سحابی پرده گاز عظیمی است که حاصل انفجار ستاره‌ای در ۳۰۰۰۰ سال پیش در قالب ابرنواختر می‌باشد. این سحابی اندازه زاویه‌ای بسیار بزرگی را در آسمان می‌پوشاند که حدوداً معادل ۳ درجه است. سحابی ویل در محدوده رصدی چشم قرار نمی‌گیرد و باید با استفاده از عکاسی نجومی آن را آشکار نمود.

## نگارخانه

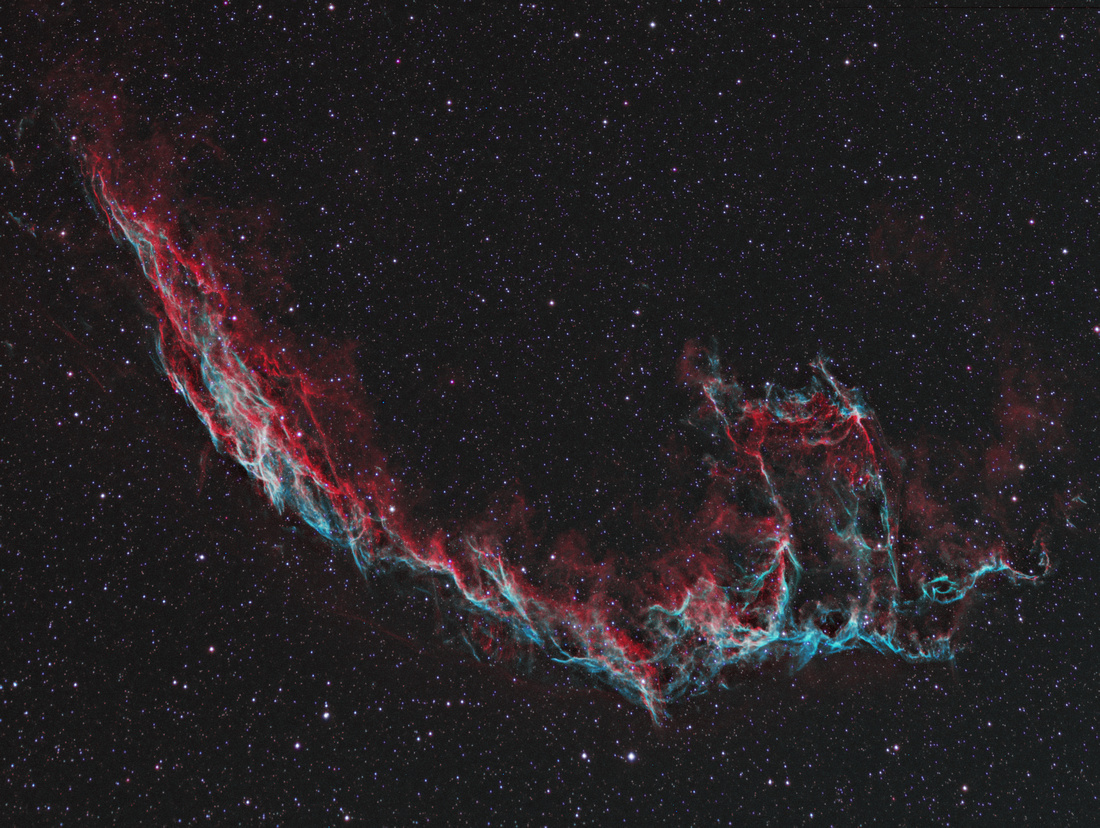
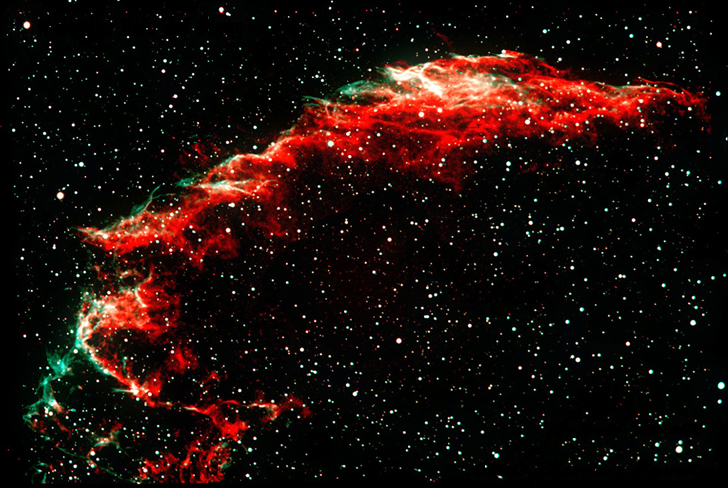
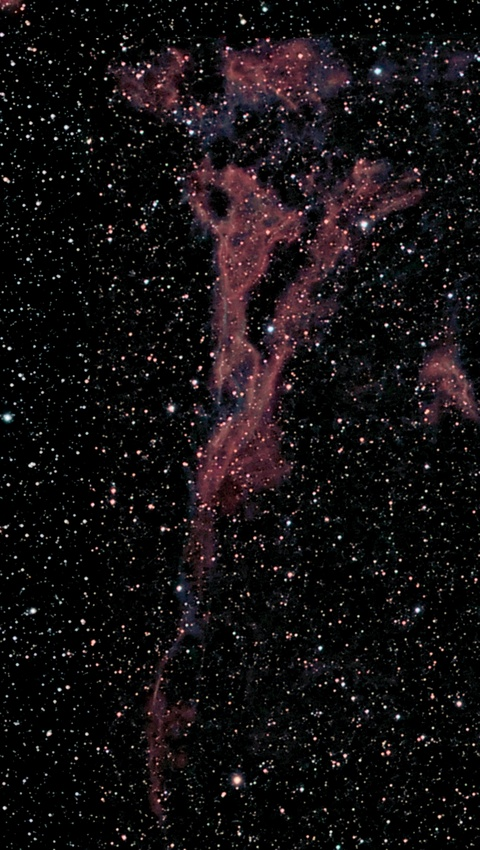
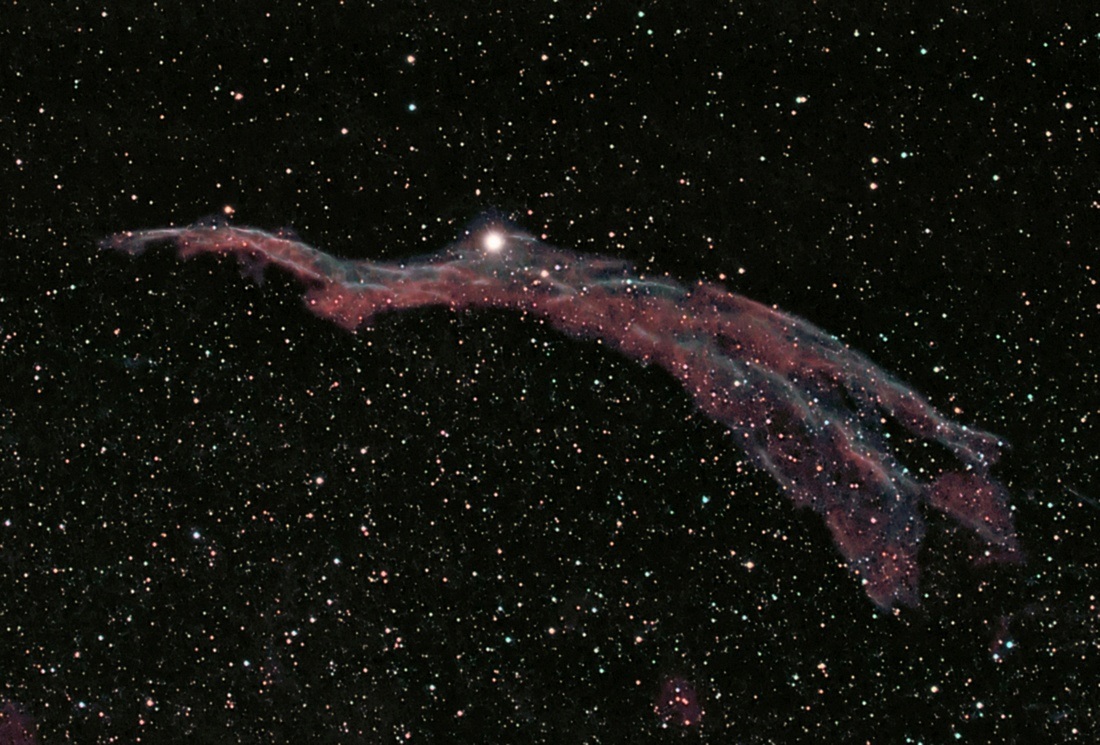
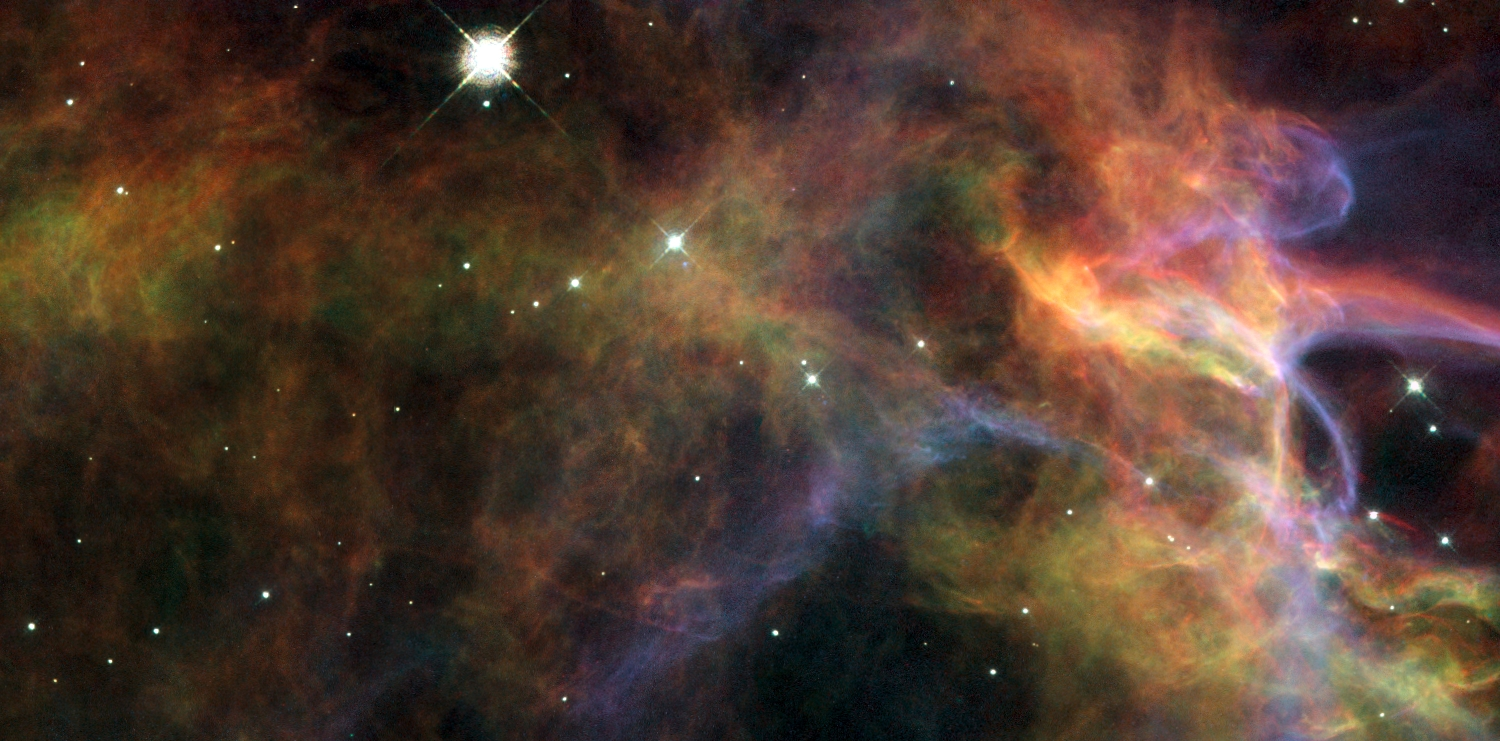
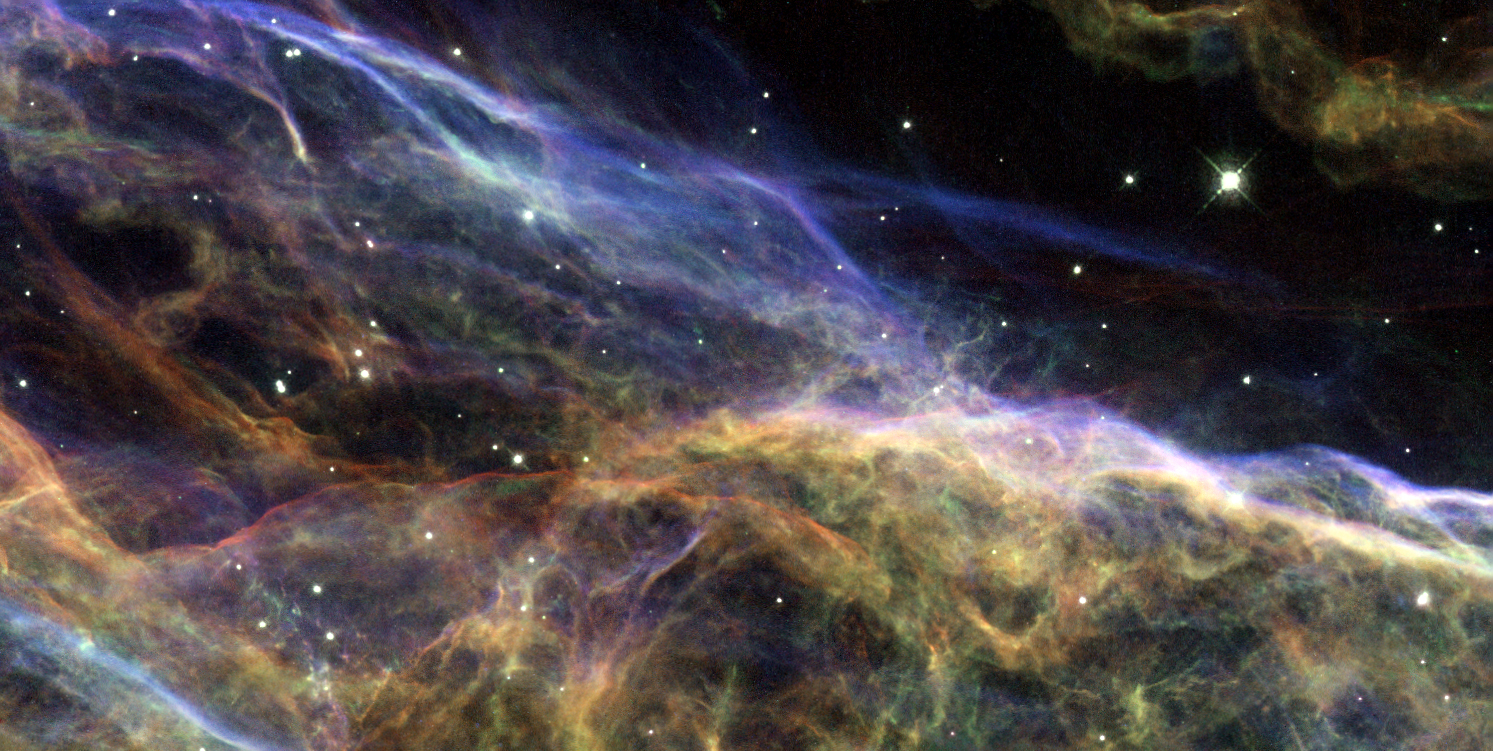
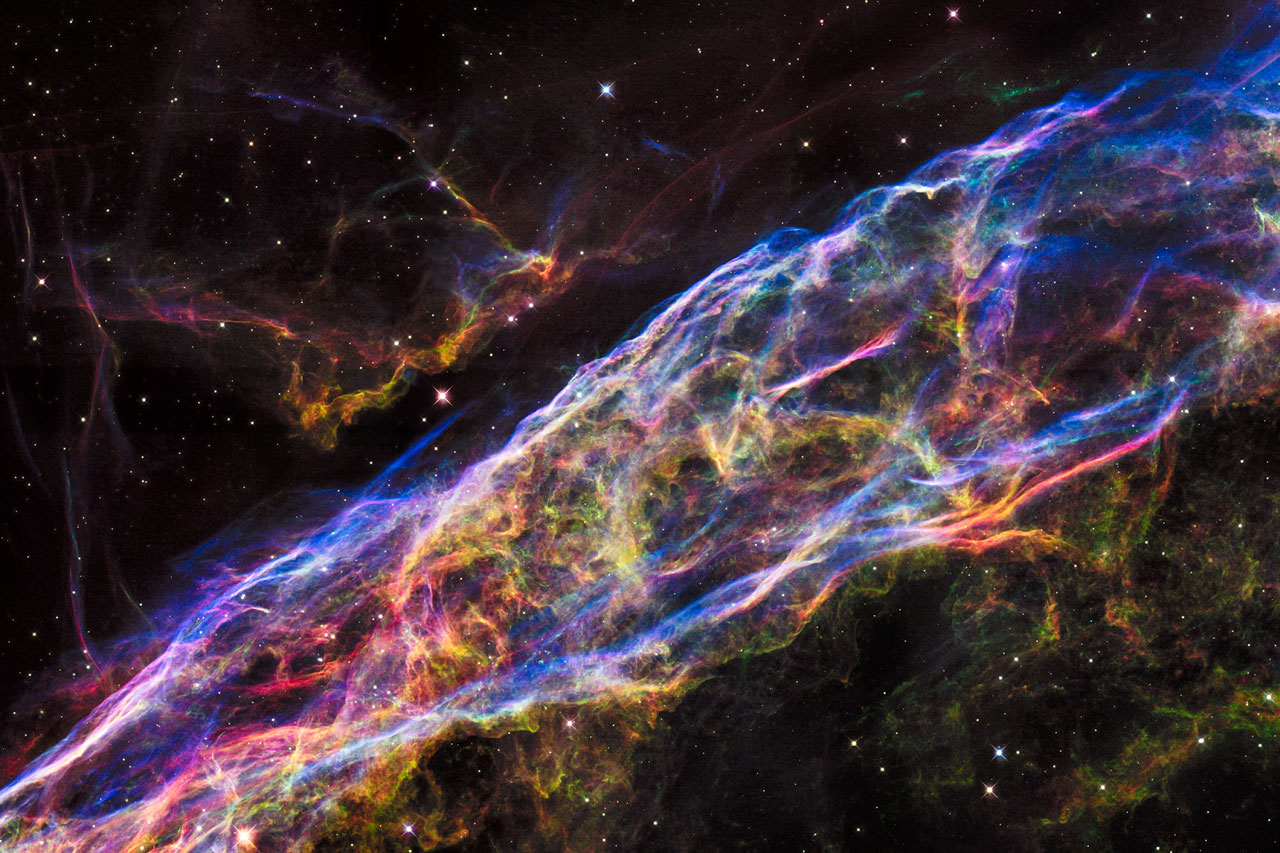
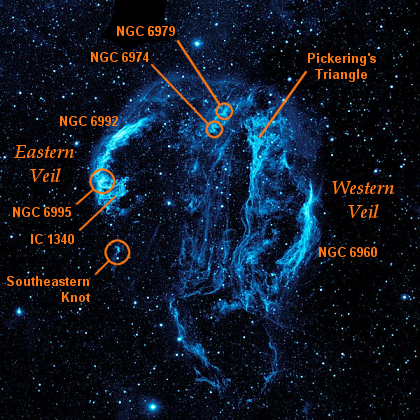